# Yarmouth (Nouvelle-Écosse)
Pour les articles homonymes, voir Yarmouth.
Yarmouth est une ville dont le port est voué surtout à la pêche et au trafic par traversiers. Elle est située sur le golfe du Maine dans le Sud-Ouest de la Nouvelle-Écosse, au Canada. C'est la deuxième ville la plus méridionale du Canada. Elle est parfois désignée sous le nom de « porte vers la Nouvelle-Écosse ».

## Histoire
La ville aurait été visitée par Leif Ericson et ses Vikings en 1007. Une pierre runique a été découverte dans le village proche de Overton en 1812. Cette pierre se trouve dans le musée d'histoire du comté de Yarmouth.
La région fut également visitée en 1604 par Samuel de Champlain qui lui donna le nom de Cap Fourchu. Le lieu devint une localité dévolue à la pêche pour les Français. En 1759, des colons venant du Massachusetts arrivèrent et nommèrent la localité Yarmouth en souvenir de leur village d'origine dans le Massachusetts. La ville fut fondée en 1761 lorsqu'un nouveau groupe de colons arriva en provenance de la localité de Sandwich (Massachusetts). En 1767, ils furent suivis par des Acadiens venant de la région de Grand-Pré. La localité a été constituée en municipalité en 1890. Au XIXe siècle, la construction navale y était si importante qu'on y construisait plus de bateaux par habitant que dans n'importe quel autre port au monde. Quand les bateaux à vapeur prirent le dessus, la ville déclina. 

## Démographie
| 2001  | 2006  | 2011  | 2016  |
| ----- | ----- | ----- | ----- |
| 7 561 | 7 162 | 6 761 | 6 518 |

## Climat
| Mois                                  | jan.       | fév.       | mars       | avril      | mai       | juin      | jui.      | août      | sep.      | oct.      | nov.       | déc.       | année           |
| ------------------------------------- | ---------- | ---------- | ---------- | ---------- | --------- | --------- | --------- | --------- | --------- | --------- | ---------- | ---------- | --------------- |
| Température minimale moyenne (°C)     | −6,9       | −6,5       | −3,4       | 1,2        | 5,5       | 9,6       | 12,7      | 12,9      | 10        | 5,6       | 1,6        | −3,5       | 3,2             |
| Température moyenne (°C)              | −3         | −2,7       | 0,3        | 5,1        | 9,7       | 13,8      | 16,8      | 17        | 14,1      | 9,4       | 5,2        | 0,2        | 7,2             |
| Température maximale moyenne (°C)     | 0,8        | 1,1        | 4          | 9          | 13,9      | 18        | 20,9      | 21,1      | 18,2      | 13,3      | 8,7        | 3,8        | 11,1            |
| Record de froid (°C) date du record   | −21,7 1871 | −24,4 1894 | −18,3 1872 | −10,8 1995 | −2,2 1972 | −1,1 1873 | 5 1906    | 0 1991    | −2,3 1980 | −3,9 1974 | −12,2 1925 | −22,2 1933 | −24,4 14/2/1894 |
| Record de chaleur (°C) date du record | 14 1995    | 15,3 2017  | 18,9 1919  | 22,8 1921  | 24,9 1989 | 28,3 1957 | 32,5 2013 | 30,3 1993 | 29,4 1969 | 25 1970   | 19,3 2007  | 16,5 2010  | 32,5 16/7/2013  |
| Ensoleillement (h)                    | 76         | 103,5      | 141,6      | 178,8      | 213       | 217,6     | 227,6     | 220       | 186,8     | 165,6     | 97,6       | 70,3       | 1 898,3         |
| Précipitations (mm)                   | 127,3      | 101,8      | 115,5      | 101,4      | 100,9     | 94,8      | 88,4      | 84,3      | 94,9      | 112,5     | 139,3      | 131,8      | 1 292,9         |
| dont neige (cm)                       | 68,5       | 45,8       | 29,9       | 9,8        | 0,33      | 0         | 0         | 0         | 0         | 0,07      | 9,2        | 43,7       | 207,3           |
| Nombre de jours avec précipitations   | 20,1       | 16         | 14,6       | 13,4       | 13,6      | 11,9      | 10,9      | 9,6       | 9,9       | 11,7      | 15,2       | 19,3       | 166,1           |
| Nombre de jours avec neige            | 14,9       | 11,3       | 8,4        | 3,1        | 0,17      | 0         | 0         | 0         | 0         | 0,1       | 3,1        | 11         | 52              |

| Diagramme climatique                                  |              |            |           |              |           |              |              |            |              |             |              |
| J                                                     | F            | M          | A         | M            | J         | J            | A            | S          | O            | N           | D            |
| 0,8−6,9127,3                                          | 1,1−6,5101,8 | 4−3,4115,5 | 91,2101,4 | 13,95,5100,9 | 189,694,8 | 20,912,788,4 | 21,112,984,3 | 18,21094,9 | 13,35,6112,5 | 8,71,6139,3 | 3,8−3,5131,8 |
| Moyennes : • Temp. maxi et mini °C • Précipitation mm |              |            |           |              |           |              |              |            |              |             |              |

## Le tourisme

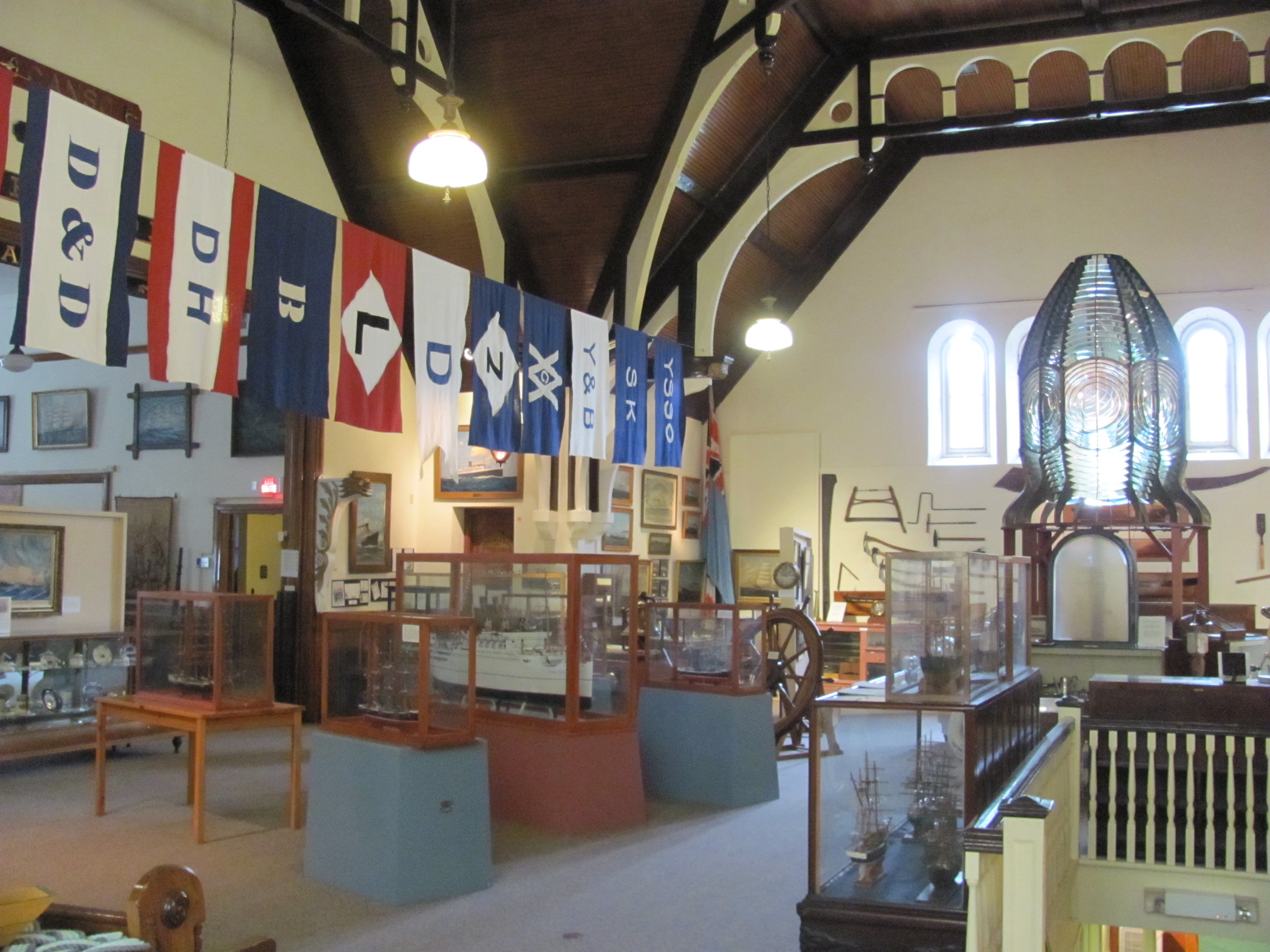
Drapeaux de la maison des compagnies d'expédition de Yarmouth et portraits de vaisseaux au musée de comté de Yarmouth

L'industrie du tourisme a toujours été très importante à Yarmouth depuis la fin du XIXe siècle, lorsque les chemins de fer Dominion Atlantic Railway et Halifax and Southwestern Railway commencèrent à proposer à leurs passagers des liaisons avec les services de navires à vapeur allant à New York et Boston. Cela continua jusqu'à la Seconde Guerre mondiale qui vit la fin de ce service. Dans les années 1950, les chemins de fer nationaux canadiens instituèrent un service par traversier jusqu'à Bar Herbe (Maine) qui fut maintenu par CN Marine et Marine Atlantique (deux compagnies canadiennes de traversiers) jusqu'en 1997. 
En 1998, la responsabilité de la liaison avec Bar Harbor a été transférée à la Bay Ferries Limited, qui utilise actuellement un traversier-catamaran à grande vitesse - HSC Incat 059, commercialisé sous l'appellation « The Cat ».
Dans les années 1970 une compagnie touristique américaine de croisières, Prince of Fundy Cruises, commença à faire fonctionner une croisière traditionnelle en traversiers entre Portland (Maine) et Yarmouth. Cette opération continua en tant que Scotia Prince Cruises jusqu'en avril 2005, où elle cessa à cause du niveau dangereux de moisissures toxiques au terminus de Portland. En 2006, le service de traversier entre Yarmouth et Portland fut repris les week-ends par « The Cat ».
Les Islanders de New York (une équipe de la Ligue nationale de hockey) avaient leur camp d'entraînement pour la saison 2005 à Yarmouth au Centre Mariners. L'équipe n'avait pas été s'entraîner au Canada depuis une visite au milieu des années 1990 à Kitchener (Ontario), quand Don Maloney était leur gérant-général et Mike Milbury l'entraîneur. C'est également le domicile de l'équipe-hôte de hockey sur glace les Mariners de Yarmouth, une équipe de la Ligue de hockey junior A des Maritimes.
La ville dispose d'un aéroport international, l'aéroport de Yarmouth.

## Personnalités
- Florence Parr Gere (1875–après 1963), pianiste et compositrice américaine, née à Yarmouth.
- Germaine Comeau (1946- ), dramaturge et romancière, née à Yarmouth.
- Ryan Graves (1995- ), hockeyeur professionnel, né à Yarmouth.
- Yvette d'Entremont (1963- ), autrice-compositrice- interprète, dramaturge et cinéaste, née à Yarmouth.